# Tadeusz Ciborowski
Tadeusz Ciborowski (ur. 28 października 1885 w Pułtusku, zm. w kwietniu 1940 w Soldau (KL)) – polski ksiądz rzymskokatolicki, pszczelarz.

## Życiorys
Urodził się w rodzinie Jana Ciborowskiego i Walerii z Wesołowskich. Po ukończeniu gimnazjum w Łomży wstąpił do seminarium w Sejnach, święcenia kapłańskie otrzymał 8 listopada 1908. Od listopada 1908 był wikariuszem w Nowogrodzie, we wrześniu 1910 przeniesiony do parafii w Miastkowie, a od 30 sierpnia 1911 do 20 grudnia 1914 przebywał w Grajewie. Następnie powierzono mu funkcję administratora parafii w Bakałarzewie, gdzie w październiku 1918 objął probostwo. W czerwcu 1924 został proboszczem w Adamowiczach, a w październiku 1933 został przeniesiony do parafii w Małym Płocku. W 1939 uzyskał tytuł honorowego kanonika kolegiaty sejneńskiej. W ramach operacji Tannenberg aresztowany 11 września 1939 przez Niemców, został przewieziony do obozu Springborn w klasztorze franciszkańskim w Stoczku Klasztornym, a w grudniu 1939 uwięziony w Hohenbruch koło Królewca, skąd w marcu 1940 przeniesiono go do obozu KL Soldau w Działdowie, gdzie prawdopodobnie miesiąc później zmarł.
Tadeusz Ciborowski zajmował się profesjonalnym pszczelarstwem oraz jedwabnictwem. W Bakałarzewie założył pasiekę, w której udoskonalił konstrukcję ula typu warszawskiego, był autorem publikacji na ten temat. Stale współpracował z redakcjami czasopism fachowych, jego artykuły i felietony ukazywały się na łamach: „Bartnika postępowego”, „Bartnika Wielkopolskiego”, „Przewodnika Gospodarskiego”, „Pszczelarza Polskiego” i „Rolnika”.

## Publikacje
- „Pszczoły” (1927)
- „Praca w Pasiece” (1927)
- „Jak hodować pszczoły, by dawały dużo miodu” (1931)
- „Na Dzień Zaduszny” (1931)
- „Ul warszawski drewniany i słomiany z zaopatrzeniem” (1934)
- „Nabożeństwo pokutne na Dni Krzyżowe” (1932)